# Краснополка (Кировоградская область)
Краснопо́лка (укр. Краснопілка) — село в Маловисковской городской общине Новоукраинского района Кировоградской области Украины.
До 2020 года входило в Маловисковский район
Население по переписи 2001 года составляло 469 человек. Почтовый индекс — 26205. Телефонный код — 5258.